# Platyinum Aréna (Krasznojarszk)
A Platyinum Aréna (oroszul: Платинум Арена) Oroszországban, Krasznojarszkban 2018-ban átadott fedett szórakoztató és sportkomplexum 7000 néző befogadására alkalmas jégcsarnokkal.

## Ismertetése
A szibériai nagyváros délnyugati részén, a Jenyiszej jobb partján, a folyón átívelő Nyikolajevszkij híd lábánál épült. Többfunkciós létesítmény: jégkorong, műkorcsolya- és rövidpályás versenyek megrendezésére szolgál, de néhány óra alatt koncertteremmé vagy kiállítótérré alakítható. Befogadóképessége sportversenyeken 7000 fő, szórakoztató és más rendezvények alkalmával 11 000 férőhelyig bővíthető.
A város legnagyobb fedett rendezvényhelyszíne (2021-ben). Az épület területe 27 000 m², a jégcsarnoké 7500 m², a jégfelületé 1800 m² (60 × 30 m).
A létesítményt 2015-ben kezdték építeni és 2018. februárban nyitották meg. A Russzkaja Platyina oroszországi vállalatcsoport építette, majd – a Krasznojarszkban rendezett 2019. évi téli Universiade alkalmából a régió kormányával kötött együttműködési szerződés keretében – a Krasznojarszki határterületnek adományozta. Az aréna adott otthont a játékok nyitó- és záróünnepségének, valamint a műkorcsolya-versenyeknek. A következő évben az oroszországi műkorcsolya-bajnokság helyszíne volt. 
Az aréna a helyi „Szokol” jégkorongklub csapatainak otthona és a városi sportiskolák jégsportos tanulóinak edzőközpontja. 2020-ban elnyerte Oroszország Nemzeti Sportdíját „A legjobb sportlétesítmény” kategóriában.